# Praniki (obwód smoleński)
Praniki (ros. Праники) – wieś (ros. деревня, trb. dieriewnia) w zachodniej Rosji, w osiedlu wiejskim Zaborjewskoje rejonu diemidowskiego w obwodzie smoleńskim.

## Geografia
Miejscowość położona jest w dorzeczu Połowji, przy drodze regionalnej 66N-0504 (Prżewalskoje – Chołm – 66K-11), 13 km od centrum administracyjnego osiedla wiejskiego (Zaborje), 27,5 km od centrum administracyjnego rejonu (Diemidow), 80 km od stolicy obwodu (Smoleńsk), 49,5 km od granicy z Białorusią.
W granicach miejscowości znajduje się ulica Sadowaja (15 posesji).

## Demografia
W 2010 r. miejscowość zamieszkiwało 13 osób.

## Historia
W czasie II wojny światowej od lipca 1941 roku wieś była okupowana przez hitlerowców. Wyzwolenie nastąpiło we wrześniu 1943 roku.
Na mocy uchwały z dnia 28 maja 2015 roku wszystkie miejscowości (w tym Praniki) zlikwidowanej jednostki administracyjnej Worobjowskoje weszły w skład osiedla wiejskiego Zaborjewskoje.